# Maigret a Pigalle
Maigret a Pigalle è un film del 1967 diretto da Mario Landi.
Il soggetto è tratto dal romanzo Maigret al night-club  di Georges Simenon, all'epoca pubblicato in Italia dalla Arnoldo Mondadori Editore.
È l'unico film per il cinema con Gino Cervi nel ruolo di Maigret. In quel periodo Cervi interpretava già il personaggio di Maigret nella serie televisiva RAI diretta dallo stesso regista Mario Landi.

## Trama
Arlette fa la spogliarellista in un locale notturno parigino, il Picrate in rue Pigalle. Una sera si presenta in un commissariato di zona e informa l'ispettore Lognon di aver udito due sconosciuti progettare l'assassinio di un'anziana contessa per rapinarla dei suoi ori. Nessuno al commissariato dà peso alla denuncia, ma nelle ore seguenti, a breve distanza di tempo, vengono rinvenuti il corpo di Arlette e quello di una nobildonna, entrambi morte per strangolamento. Il commissario Maigret sta per partire per le sue brevi ferie annuali, ma decide di rimanere in città per aiutare il collega Lognon, suo lagnoso amico.
Cominciano così le indagini e Maigret, coadiuvato da Lapointe, interroga Fred Alfonsi, il proprietario del Picrate, e sua moglie Rose. Interroga poi Betty e Tatiana, due ballerine e colleghe di Arlette, e il portiere del locale notturno, che verrà a sua volta ucciso. Le indagini vertono su un nome: Oscar, ma Maigret scopre infine che l'uomo non è l'assassino della spogliarellista, ma soltanto delle altre due vittime e rivela l'identità dell'assassino di Arlette, il cui movente è stato la forte gelosia.

## Produzione
Gli esterni del film vennero girati a Parigi, mentre gli interni negli stabilimenti Incir-De Paolis a Roma; le riprese iniziarono nella capitale italiana il 18 agosto 1966.

### Censura
Il film ottenne il nulla-osta con l'obbligo di effettuare il taglio ad una scena e il divieto di visione ai minori di 14 anni, motivato dalla "tematica del film e per i ripetuti riferimenti ad uso di stupefacenti ed a prostituzione". Il taglio interessò:
- Nella sequenza dell'incontro tra Arlette e il proprietario del locale notturno, dell'inquadratura delle due mani che si accarezzano sino alla conclusione della sequenza venendo in tal modo eliminata anche la battuta "...io una puttana e tu un maquereau".

Al fine di ottenere la rimozione del divieto, la casa di produzione acconsentì, dopo una seconda revisione, al taglio e alla modifica di alcune altre brevi sequenze e battute:
- Eliminazione, nel finale della scena tra Maigret e Lognon al telefono, del dialogo: "Beh... però, sette ore! Mica male, eh?... per un uomo di mezza età... vero Lognon?".
- Modifica della battuta tra Maigret e La Sauterelle da "ci sei stato a letto?" con "ci sei stato insieme?".
- Alleggerimento della scena finale dell'interrogatorio di Philippe nella stanza degli interrogatori.

## Distribuzione
È stato distribuito in Italia nel gennaio 1967.
Il film è uscito anche nelle sale di Francia, Germania e Turchia, rispettivamente con i titoli Maigret à Pigalle, Maigret und der Würger von Montmartre e Katil Kim.

## Critica
(Leo Pestelli)